# Тирен
Тирен или Тирсен (на старогръцки: Τυρρηνός, Tyrrhenos, Tyrrhenos; Τυρσηνός, Tyrsenos) в етруската митология е според легендата прародител на етруските. Той завежда етруските от Лидия в Етрурия.
Син е на Атис, царя на Лидия. След неговата смърт той управлява Лидия първо заедно с брат си Лид. Понеже нямало възможност да се изхранват, той напуска заедно с част от жителите на Смирна от Мала Азия и ги завежда през морето в Умбрия, в Италия. От тях се образуват етруските, през древността наричани също тирени, тирсени. Така Тирен е прародител на етруските. Той дава името и на Тиренско море. Той е брат или баща на Тархон.